# Jolanda I. von Lusignan
Jolanda I. von Lusignan (frz. Yolande, * 24. März 1257 in Angoulême; † 30. September 1314) war ab 1273 Herrin von Fougères, ab 1308 auch Herrin von Lusignan, Couhé und Peyrat, sowie Gräfin von La Marche.
Sie war das älteste Kind von Hugo XII. von Lusignan und Johanna von Fougères. Nach dem Tod ihrer Mutter 1273 erbte sie von ihr die Herrschaft Fougères. Nachdem ihre beiden Brüder Hugo XIII. und Guido I. gestorben waren, erbte sie von letzterem 1308 die väterlichen Herrschaften Lusignan, Couhé und Peyrat sowie die Grafschaft La Marche. Die Grafschaft Angoulême fiel an ihre jüngeren Schwestern Johanna und Isabella, die diese an den französischen König Philipp IV. verkauften.
Vor 1281 heiratete sie in erster Ehe Elie Rudel, Herr von Pons. Mit ihm hatte sie zwei Kinder:
- Rainald IV. von Pons (* vor 1282; † 1308) ⚭ Isabella von Levis
- Jolanda von Pons (* vor 1290) ⚭ Volker III., Herr von Matha

In zweiter Ehe heiratete sie Robert von Matha.
Als sie 1314 starb, wurde die Grafschaft La Marche von König Philipp IV. annektiert und als Apanage an Philipps Sohn Karl IV. von Frankreich vergeben.